# Shingen Yashida
Shingen Yashida (矢志田 信玄 Yashida Shingen?), generalmente llamado Lord Shingen, es un personaje japonés, un supervillano que aparece en los cómics estadounidenses publicados por Marvel Comics. Shingen es usualmente representado como un enemigo de Wolverine.
Shingen Yashida fue interpretado por Hiroyuki Sanada en The Wolverine (2013).

## Historial de publicaciones
La primera iteración apareció por primera vez en Wolverine Vol. 1 # 1 (septiembre de 1982), fue creado por Chris Claremont y Frank Miller.
La segunda iteración apareció por primera vez en Wolverine Vol. 2 # 300 (marzo de 2012), y creado por Jason Aaron y Steven Sanders.

## Biografía del personaje ficticio

### Lord Shingen
Lord Shingen fue un jefe del crimen de la Yakuza Japonesa que deshonró el apellido de su familia, cuando afirmó que tenía un reclamo legítimo del Trono Imperial de Japón, al convertir su clan en un imperio criminal. Fue el padre de Mariko Yashida y Kenuichio Harada.
Para saldar una deuda personal ocurrida en su ascenso al poder, Shingen Harada obligó a Mariko Yashida a casarse con otro jefe criminal que la golpeó casi hasta la muerte. Cuando Wolverine se enteró de esto, se enfrentó a Shingen. Shingen entonces hizo envenenar a Wolverine, debilitándolo mucho temporalmente para poder vencer y humillar al mutante sobrehumano en un duelo con bokken frente a Mariko.
Shingen utilizó su conocimiento experto de la anatomía humana para atacar secretamente las terminaciones nerviosas de Wolverine, de tal manera para hacer el duelo mortal. Sin embargo, como Mariko no sabía esto cuando Wolverine intentó usar sus garras contra Shingen para salvar su propia vida, le pareció a Mariko que Wolverine estaba haciendo trampa en el duelo. Mariko no sabía que el cuerpo de Wolverine había sido saturado con suficiente veneno letal para matar a varias decenas de hombres comunes, o que Shingen fue el que realmente estaba haciendo trampas en el duelo. Esto tuvo el efecto de deshonrar a Wolverine frente a su amante, que era el diseño de Shingen.
Luego Logan fue arrojado a las calles de Tokio y encontrado por Yukio, la mejor asesina de Shingen que participó en un engaño con el clan ninja de La Mano, para manipularlo en un asesinato de un señor del crimen rival, con Mariko como cebo involuntario para motivación adicional. Después de completar su papel, Shingen le ordenó a Yukio asesinar a Logan pero ignoró la orden, lo que llevó a la Mano a ser enviada a cumplir su voluntad. En los eventos resultantes de esa acción, incluyendo la muerte de un amigo personal de Yukio, Wolverine se dio cuenta de que ella fue quien lo envenenó en la residencia de Shingen y era tomado por tonto al parecer por orden de Shingen.
Después de una epifanía filosófica sobre su humanidad, Logan entonces destruyó por completo el imperio criminal Yashida. Cuando Wolverine se enfrentó a Shingen por segunda vez, Shingen no sobrevivió, y Mariko reveló que tenía la intención de matar a su padre deshonroso ella misma y cometer seppuku en recompensa de que Logan no se le había adelantado. Después Mariko Yashida y Wolverine decidieron casarse, con la Patrulla X recibiendo una invitación del Emperador de Japón para el evento. Sin embargo, no se casaron; Mariko en aquel momento era controlada por el villano Mente Maestra, que estaba realizando una campaña de venganza contra los Hombres X. Ella sucedió a su padre al mando del clan.
Shingen fue luego resucitado por Fedra, un agente de La Mano como parte de su campaña de venganza contra Wolverine, Fedra habiendo "robado" un pedazo del alma de Wolverine durante su breve período bajo el control de la Mano y lo convirtió en un guerrero bajo su mando. Aunque Wolverine mató a Fedra y recuperó su alma, Shingen aparentemente sobrevivió, a pesar de que no ha sido visto desde entonces.

### Shin Harada
Shingen "Shin" Harada, también conocido como el segundo Samurai de Plata, es el hijo de Kenuichio Harada que lleva el nombre de su abuelo. Había estado cometiendo hurto con Amiko Kobayashi.
Shin más tarde trabajó con Mystique para localizar mutantes recién despertados para unirse a una causa. Más tarde fue reclutado por Kade Killgore para ser profesor en la Academia Fuego Infernal del Club Fuego Infernal, donde trabajó como diseñador.
Samurái de Plata apareció más tarde como miembro de la cuarta encarnación de la Hermandad de Mutantes de Mystique. Durante la pelea de Magneto con la Hermandad de Mutantes en Madripoor, Magneto controló al Samurái de Plata para que hiriera a Mystique.
Como parte de All-New, All-Different Marvel, Shingen Harada representó a la Corporación Yashida cuando asistió a una reunión en el Banco Universal con Tiberius Stone de Alchemax, Wilson Fisk de Industrias Fisk, Sebastian Shaw de Industrias Shaw, Darren Cross de Empresas Tecnológicas Cross, Zeke Stane de Stane International, Frr'dox de Shi'ar Solutions Consolidated, y Wilhelmina Kensington de Kilgore Arms donde discutieron con Dario Agger sobre sus planes y los de Compañía de Energía Roxxon para explotar los Diez Reinos de Asgard. Cuando se reveló el verdadero motivo de la reunión, Harada atacó a Dario y casi pelearon, interrumpidos por la llegada de Exterminatrix de la Fundación Midas, lo que provocó que Dario fuera noqueada cuando se declaró un nuevo miembro de su asamblea. Luego fue a una estación submarina en el Océano Austral, donde atacó a los empleados hasta encontrarse con Thor (Jane Foster) quien lo derrotó golpeándolo repetidamente con su martillo. Luego escapó y se unió a Exterminatrix en una batalla aérea contra soldados que intentaban rescatar a Dario. Más tarde ingresaron a la sede de la Corporación Roxxon, donde se encontraron con el B.E.R.S.E.R.K.E.R.S., un grupo de superhumanos similares a Hulk. Mientras los Seres sin Mentes lucharon contra ellos, Samurái de Plata y Exterminatrix fueron a la bóveda de Dario, tratando de tomar su dinero hasta que el Agente Solomon llegó, obligando a Exterminatrix a luchar contra ella mientras Samurái de Plata abrió la bóveda. Cuando se abrió la bóveda, Dario se transformó en Minotauro y noqueó a Samurái de Plata. Luego, la isla flotante en la que se encontraba el edificio se derrumbó debido a la activación del Imperativo Agger. Mientras que S.H.I.E.L.D. evacuó el edificio, Thor destruyó la isla. Los villanos fueron arrestados más tarde y detenidos.
Samurái de Plata se acercó al Viejo Logan queriendo aliarse con él para detener la operación Regenix de la Mano. Estuvo de acuerdo a cambio de que no mata a Mariko y que se cuida a Touku y al hijo de Asami. Cuando Logan y Samurái de Plata atacan las operaciones de Regenix de la Mano, Samurái de Plata luchó contra Gorgon mientras que Logan luchó contra los Ninjas de la Mano para enfrentar a Mariko. Después de que Gorgon se escapó, Samurái de Plata inyectó nanitos en Mariko para romper el control de la Mano sobre ella. Después, Logan y Mariko enviaron a Samurái de Plata para destruir los envíos de Regenix en Madripoor.

## Poderes y habilidades
Lord Shingen Yashida no tenía habilidades sobrehumanas, pero estaba en mejor estado físico a pesar de su edad y fue uno de los mejores espadachines y artistas marciales de todo Japón. Muy inteligente, Shingen tenía un amplio conocimiento de la anatomía humana, los puntos de presión, así como un gran conocimiento de venenos y técnicas de asesinato. Era muy hábil en la gestión de organizaciones criminales y muy bien comunicado y en el submundo internacional, en particular en las zonas de tráfico de drogas.
Shin Harada poseía una armadura tecnológicamente avanzada que le otorgaba la capacidad de volar y protegerse de muchos ataques convencionales. Además de llevar dos cuchillas de katana de energía, Shin poseía una serie de armamentos y artilugios, como un cañón de energía incorporado en la muñeca derecha de su traje.

## Otras versiones

### Exiles
En la serie de cómics Exiliados, una versión más joven de Shingen Yashida existe en la realidad local de Mariko Yashida alias Fuego Solar.

## En otros medios

### Televisión
- Shingen Yashida se menciona en la serie animada Wolverine y los X-Men. En el episodio "Código de conducta", se revela que quería que Mariko Yashida se casara con el Samurai de Plata debido a las conexiones de Yakuza a pesar del fuerte amor romántico de su hija con Logan. Después de que Samurái de Plata actuó deshonrosamente durante un duelo con Logan en el que Yakuza anuló el duelo con Logan, Mariko le dijo a Logan que su padre y Yakuza habrían matado a los dos si Samurái de Plata no hubiera sido elegido, esperando la decisión de su hija con espadas desenvainadas.
- Shingen Yashida aparece en Marvel Anime: Wolverine con la voz de Hidekatsu Shibata en la versión japonesa y de Fred Tatasciore en el doblaje en inglés. En la serie, Shingen es el líder del sindicato Kuzuryu. En la batalla final, Shingen se enfrenta a Wolverine mientras usa una armadura especial. A pesar de herir a Yukio, Shingen es asesinado por Wolverine y Yukio.

### Películas
Shingen Yashida aparece en la película Wolverine Inmortal interpretado por Hiroyuki Sanada, como uno de los antagonistas. Se le muestra que es el hijo de Ichirō Yashida, de quien se ha vuelto odioso, después de que Ichirō había consagrado su imperio corporativo a su hija Mariko, a pesar de los esfuerzos de Shingen para encubrir su quiebra. Cuando Mariko es secuestrada y llevada a Shingen, reveló que ordenó el asesinato de su padre para convertirse en el CEO de la Corporación Yashida. Más tarde es envenenado por la Dra. Green después de que intenta matar a Mariko por tomar su lugar y tener la admiración de su padre. A pesar de la adopción de su familia de Yukio, Shingen a menudo la trata con desprecio debido a su regalo mutante, confirmado por el novio corrupto de Mariko, Noburo. Más tarde, Shingen ataca a Yukio usando una armadura de samurái, lo que lleva a Wolverine de que intervenga y lo mate a un duelo cruel.